# 安东尼·范登博雷
安东尼·范登博雷（Anthony Vanden Borre，1987年10月24日—）是一名比利時足球運動員，擔任右後衛，亦可擔任右中場。

## 生平

### 球會
雲頓波爾出生於剛果民主共和國的利卡西，其後移居至比利時。1995年，雲頓波爾進入了比利時強隊安德烈治的青訓營接受足球訓練，2003年升上一隊，成為職業球員。他在安德烈治的表現出色，效力4年間上陣69次射入3球，與隊友甘賓尼一樣早已受歐洲各大豪門注目。因此自2004年開始，雲頓波爾已是比利時國家足球隊的主力球員。
2007年，雲頓波爾決定離開母會，轉會至意大利甲組聯賽的爭標分子費倫天拿，然而在球隊上陣機會不多。在2008年1月19日，雲頓波爾外借熱拿亞效力，所有權為費倫天拿與熱拿亞共同擁有。2008年6月，在意甲官方網頁資料顯示，雲頓波爾的擁有權已在熱拿亞，同年夏季正式加盟熱拿亞。
2009年8月13日雲頓波爾被外借到英超球會樸茨茅夫一個球季。
2011年夏天，雲頓波爾正式加盟亨克。

### 國家隊
2004年年僅16歲的雲頓波爾已代表比利時出戰土耳其。2007年的2007年歐洲U-21足球錦標賽中，雲頓波爾是隊中其中一位有較多參與國家隊經驗的球員，助比利時進入準決賽。雖然比利時在準決賽中敗於塞爾維亞，但仍得參與2008年夏季奧林匹克運動會足球比賽的席位。2008年，雲頓波爾入選了比利時國奧隊的陣容，參加北京奧運。

## 外部連結
- FIFA 雲頓波爾資料（页面存档备份，存于）